# Station Rudshøgda
Station Rudshøgda is een station in Rudshøgda in de gemeente Ringsaker in fylke Innlandet in Noorwegen. Het station is gesloten voor personenvervoer, maar nog wel in gebruik als passeerspoor.

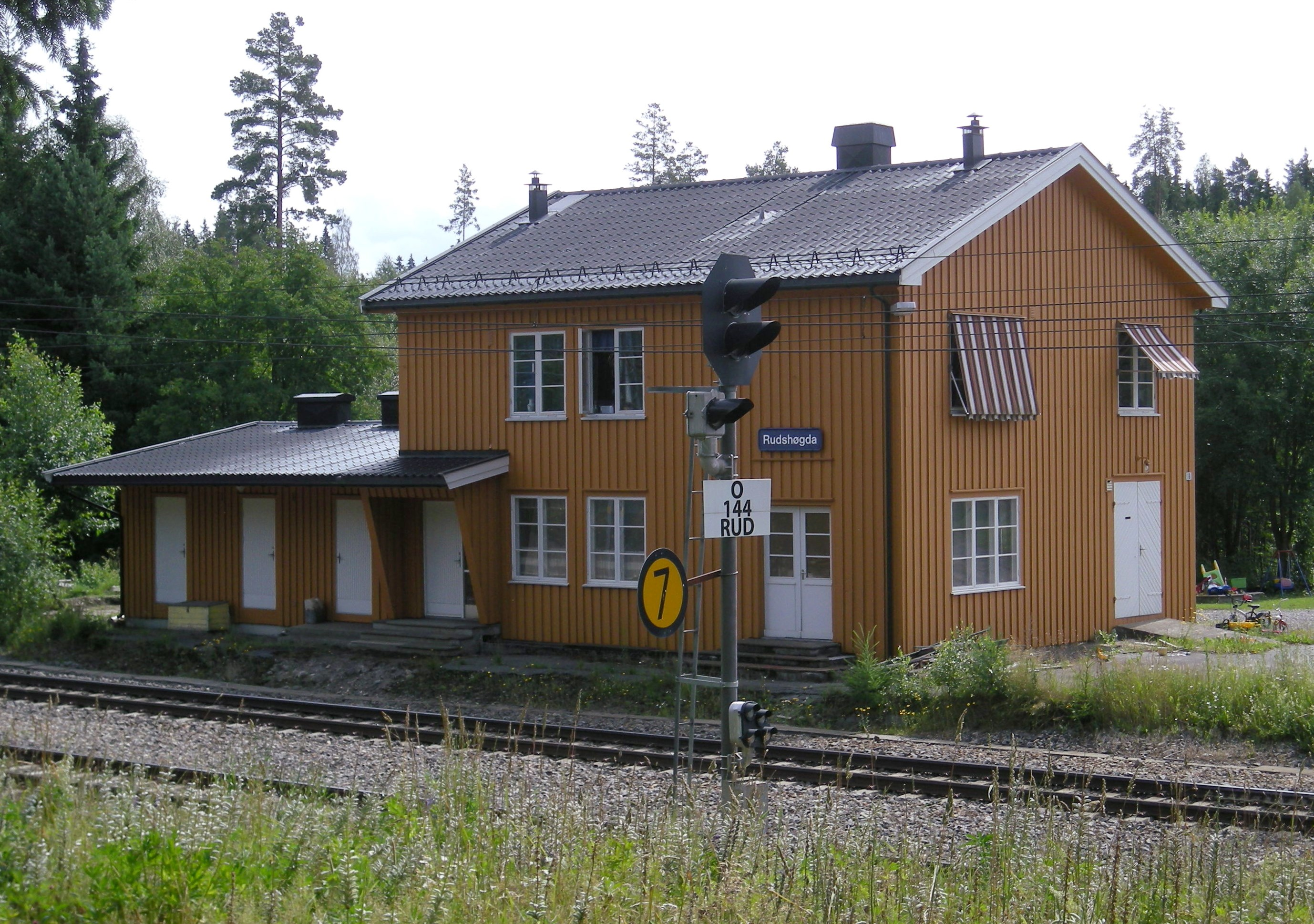
Stationsgebouw in 2009